# يربوع منغولي خماسي الأصابع
اليربوع المنغولي خماسي الأصابع (الاسم العلمي: Allactaga sibirica) نوع من القوارض من فصيلة اليربوعيات، متوطن في الصين، كازاخستان، قيرغيزستان، منغوليا، روسيا وأوزبكستان.